# 25321 Rohitsingh
25321 Rohitsingh è un asteroide della fascia principale. Scoperto nel 1999, presenta un'orbita caratterizzata da un semiasse maggiore pari a 2,3786613 UA e da un'eccentricità di 0,1095062, inclinata di 1,84738° rispetto all'eclittica.